# Luis María López Rekarte
Pour les articles homonymes, voir Luis López et López.
Luis María López Rekarte, né le 26 mars 1962 à Arrasate (Guipuscoa), est un footballeur international espagnol évoluant au poste de défenseur.

## Biographie

### Sélections nationales
Luis María compte quatre sélections avec l'Espagne. La première est obtenue lors d'un match face à l'Allemagne de l'Est le 27 janvier 1988 à Valence (0-0). Il est également appelé plusieurs fois en sélection basque.

## Statistiques

### En club
| Saison                | Club                  | Championnat           | Championnat | Championnat | Coupe(s) nationale(s) | Coupe(s) nationale(s) | Compétition(s) continentale(s) | Compétition(s) continentale(s) | Compétition(s) continentale(s) | Sélection | Sélection | Sélection | Total | Total |
| Saison                | Club                  | Division              | M.          | B.          | M.                    | B.                    | Comp.                          | M.                             | B.                             | Équipe    | M.        | B.        | M.    | B.    |
| 1979 - 1980           | Deportivo Alavés      | 2                     | 1           | 0           | -                     | -                     | -                              | -                              | -                              | -         | -         | -         | 1     | 0     |
| 1980 - 1981           | Deportivo Alavés      | 2                     | 26          | 1           | -                     | -                     | -                              | -                              | -                              | -         | -         | -         | 26    | 1     |
| 1981 - 1982           | Deportivo Alavés      | 2                     | 22          | 0           | -                     | -                     | -                              | -                              | -                              | -         | -         | -         | 22    | 0     |
| 1982 - 1983           | Deportivo Alavés      | 2                     | 1           | 0           | -                     | -                     | -                              | -                              | -                              | -         | -         | -         | 1     | 0     |
| 1983 - 1984           | Deportivo Alavés      | 3                     | -           | -           | -                     | -                     | -                              | -                              | -                              | -         | -         | -         | 0     | 0     |
| 1984 - 1985           | Deportivo Alavés      | 3                     | -           | -           | -                     | -                     | -                              | -                              | -                              | -         | -         | -         | 0     | 0     |
| 1985 - 1986           | Real Sociedad         | 1                     | 26          | 1           | -                     | -                     | -                              | -                              | -                              | -         | -         | -         | 26    | 1     |
| 1986 - 1987           | Real Sociedad         | 1                     | 33          | 0           | -                     | -                     | -                              | -                              | -                              | -         | -         | -         | 33    | 0     |
| 1987 - 1988           | Real Sociedad         | 1                     | 37          | 1           | -                     | -                     | C2                             | 4                              | 0                              | Espagne   | 3         | 0         | 44    | 1     |
| 1988 - 1989           | FC Barcelone          | 1                     | 25          | 0           | -                     | -                     | C2                             | 5                              | 1                              | Espagne   | 1         | 0         | 31    | 1     |
| 1989 - 1990           | FC Barcelone          | 1                     | 21          | 0           | -                     | -                     | C2                             | 2                              | 0                              | -         | -         | -         | 23    | 0     |
| 1990 - 1991           | FC Barcelone          | 1                     | 13          | 0           | -                     | -                     | C2                             | 4                              | 0                              | -         | -         | -         | 17    | 0     |
| 1991 - 1992           | Deportivo La Coruña   | 1                     | 25          | 1           | -                     | -                     | -                              | -                              | -                              | -         | -         | -         | 25    | 1     |
| 1992 - 1993           | Deportivo La Coruña   | 1                     | 36          | 1           | -                     | -                     | -                              | -                              | -                              | -         | -         | -         | 36    | 1     |
| 1993 - 1994           | Deportivo La Coruña   | 1                     | 30          | 1           | -                     | -                     | C3                             | 6                              | 0                              | -         | -         | -         | 36    | 1     |
| 1994 - 1995           | Deportivo La Coruña   | 1                     | 31          | 0           | -                     | -                     | C3                             | 5                              | 0                              | -         | -         | -         | 36    | 0     |
| 1995 - 1996           | Deportivo La Coruña   | 1                     | 27          | 2           | -                     | -                     | C2                             | 3                              | 0                              | -         | -         | -         | 30    | 2     |
| 1996 - 1997           | RCD Mallorca          | 2                     | 11          | 0           | -                     | -                     | -                              | -                              | -                              | -         | -         | -         | 11    | 0     |
| Total sur la carrière | Total sur la carrière | Total sur la carrière | 361         | 8           | -                     | -                     | -                              | 29                             | 1                              | Espagne   | 4         | 0         | 394   | 9     |

### En sélection nationale
| Date            | Adversaire         | Score | Compétition  | Lieu                                    | Commentaires                         |
| --------------- | ------------------ | ----- | ------------ | --------------------------------------- | ------------------------------------ |
| 27 janvier 1988 | Allemagne de l'Est | 0-0   | Match amical | Mestalla, Valence, Espagne              | Titulaire                            |
| 24 février 1988 | Tchécoslovaquie    | 1-2   | Match amical | La Rosaleda, Malaga, Espagne            | Titulaire                            |
| 23 mars 1988    | France             | 1-2   | Match amical | Jacques-Chaban-Delmas, Bordeaux, France | Titulaire (remplacé à la 41e minute) |
| 12 octobre 1988 | Argentine          | 1-1   | Match amical | Sánchez Pizjuán, Séville, Espagne       | Titulaire                            |

## Palmarès
- Avec le Real Sociedad :
  - Vainqueur du Coupe du Roi en 1987.

- Avec le FC Barcelone :
  - Vainqueur de la Coupe d'Europe des vainqueurs de coupe en 1989.
  - Vainqueur de la Coupe du Roi en 1990.
  - Champion d'Espagne en 1991.

- Avec le Deportivo La Coruña :
  - Vainqueur de la Coupe du Roi en 1995.
  - Vainqueur de la Supercoupe d'Espagne en 1995.

## Lien de parenté
Il est le grand frère d'Aitor López Rekarte, également latéral droit et ancien joueur de la Real Sociedad et de la sélection espagnol.